# خانه فرهنگ هاشم‌آباد
خانه فرهنگ محله هاشم آباد یکی از مراکز فرهنگی وابسته به سازمان فرهنگی هنری شهرداری تهران بوده که در محله هاشم‌آباد در منطقه پانزده شهرداری تهران قرار دارد. این مرکز در سال ۱۳۷۳ توسط شهردار وقت تهران افتتاح شد. در ابتدا این مرکز به عنوان کتابخانه‌ای وابسته به فرهنگسرای خاوران شناخته می شد اما با گسترش فعالیت ها به خانه فرهنگ تغییر نام داده است.  خانه فرهنگ مذکور دارای کتابخانه، کلاسهای آموزشی گوناگون ، نگارخانه و مهد کودک است. آدرس: خیابان خاوران - خیابان هاشم آباد - نبش خیابان شهید رضایی (منصور).

## پیوندها
- خانه فرهنگ هاشم آباد[پیوند مرده]